# ستراوچن
ستراوچن (به لهستانی:  Strawczyn) یک روستا در لهستان است که در گمینا ستراوچن واقع شده‌است. ستراوچن ۱٬۰۰۰ نفر جمعیت دارد.

## خواهرخوانده
شهر فالکن‌اشتاین، زاکسن خواهرخواندهٔ ستراوچن هست.